# Resolutie 121 Veiligheidsraad Verenigde Naties
Resolutie 121 van de Veiligheidsraad van de Verenigde Naties was de laatste resolutie die werd aangenomen door de VN-Veiligheidsraad in 1956. Dat gebeurde met unanimiteit van stemmen.

## Inhoud
De Veiligheidsraad had de aanvraag van Japan om lid van de VN te worden bestudeerd, en beval de Algemene Vergadering aan om Japan het VN-lidmaatschap te verlenen.

## Verwante resoluties
- Resolutie 115 Veiligheidsraad Verenigde Naties (Marokko)
- Resolutie 116 Veiligheidsraad Verenigde Naties (Tunesië)
- Resolutie 124 Veiligheidsraad Verenigde Naties (Ghana)
- Resolutie 125 Veiligheidsraad Verenigde Naties (Malakka)

Lijst ·  111 ·  112 ·  113 ·  114 ·  115 ·  116 ·  117 ·  118 ·  119 ·  120 ·  121